# سيدومو

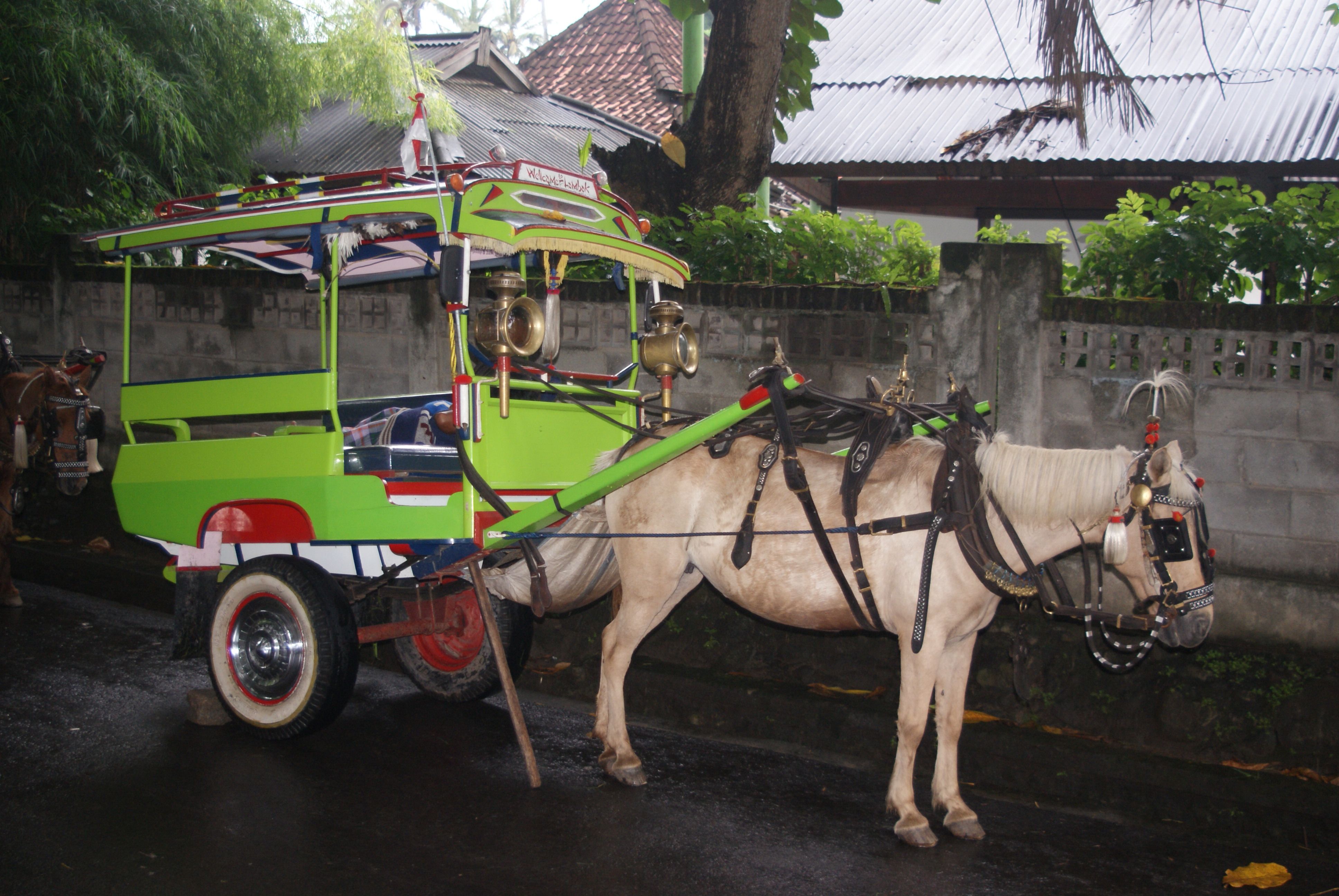
أحد أشكال عربات السيدومو

سيدومو (بالإندونيسية: Cidomo) وأحيانًا تسمى سيمودوك هي عربة صغيرة تجرها الخيول تستخدم في جزر سوندا الصغرى في لومبوك وجزر جيلي في إندونيسيا.

## الوصف
عادة ما تكون عربة النقل ذات ألوان زاهية وغالبًا ما تحتوي على العديد من الشرابات والأجراس والإطارات الهوائية. تتسع العربة عادة لما يصل إلى أربعة أشخاص، شخصان في الأمام واثنان في الخلف. في جزر جيلي تعد العربة أحد أكثر أشكال النقل شيوعًا حيث لا يُسمح للسيارات بنقل الأشخاص.

## المشاكل
إحدى مشاكل سيدومو هي أنها بطيئة جدًا ومسؤولة جزئيًا عن اصطناع الازدحام المروري في المدن. يشكل روث الخيول أيضًا مشكلة بيئية في المدن، وقد حثت الحكومة الإندونيسية سائقي سيدومو على تنظيف مخالفات الخيول أو مواجهة التعليق. العديد من السياح يعارضون الطريقة غير الإنسانية في معاملة الخيول، وغالبًا ما يضطرون للعمل لساعات طويلة على أرضيات خرسانية، وظهور علامات واضحة على الجفاف وأحيانًا يعانون من الضرب من الدراجين.